# Nieuwendammerham
Nieuwendammerham è un quartiere nello stadsdeel di Amsterdam-Noord, nella città di Amsterdam.
Questo è fornito di un parco forestale (il Vliegenbos) e di una zona industriale. Nella zona industriale, nella parte sud-orientale del quartiere, si stabilirono all'inizio del XX secolo alcuna tra le aziende più tecnologicamente avanzate del tempo.